# Тутончана (река)

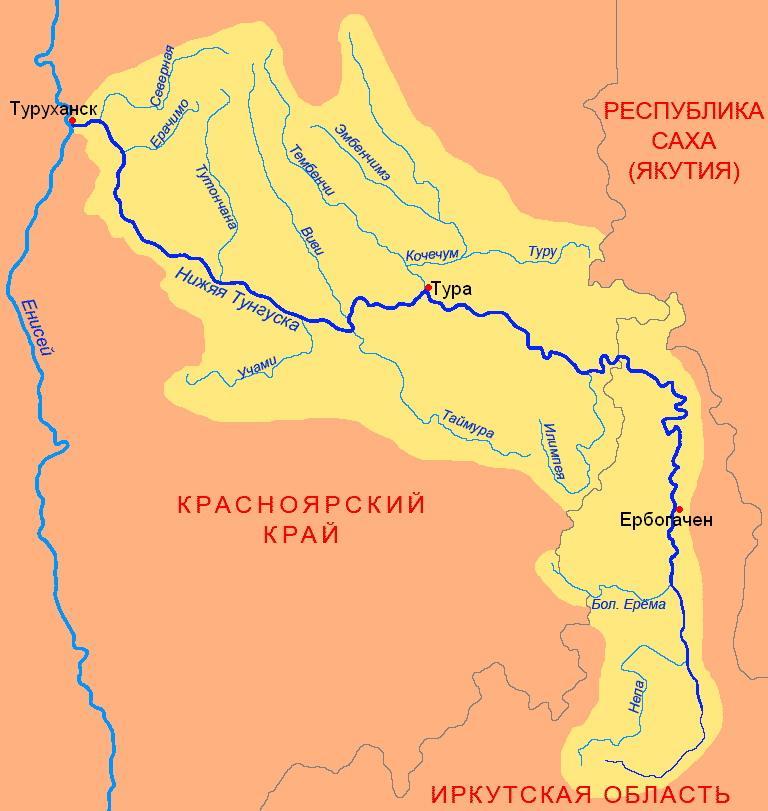
Бассейн реки Нижняя Тунгуска с притоком Тутончана

Тутончана — река в Эвенкийском районе Красноярского края. Правый крупный приток реки Нижняя Тунгуска.
Течёт по Среднесибирскому плоскогорью. Длина реки 459 км, площадь бассейна 16 800 км².
Питание реки дождевое и снеговое. Замерзает в октябре, вскрывается в конце мая — начале июня. Наиболее значимые притоки: Верхняя Дярогни (л), Билчаны (л), Верхняя Хикили (пр.), Хурингда (л), Хомтого (пр.), Муили (л).